# Kanton L'Isle-Adam
Kanton L’Isle-Adam is een Frans kanton in de arrondissemenen Pontoise en Sarcelles in het departement Val-d'Oise.

## Gemeenten
Door de herindeling van de kantons bij decreet van 17 februari 2014, met uitwerking in maart 2015, werd het kanton uitgebreid van 6 naar volgende 15 gemeenten:
1. L'Isle-Adam hoofdplaats
2. Asnières-sur-Oise
3. Beaumont-sur-Oise
4. Bernes-sur-Oise
5. Bruyères-sur-Oise
6. Champagne-sur-Oise
7. Mours
8. Nerville-la-Forêt
9. Nointel
10. Noisy-sur-Oise
11. Parmain
12. Persan
13. Presles
14. Ronquerolles
15. Villiers-Adam